# Skręt Partyzantów

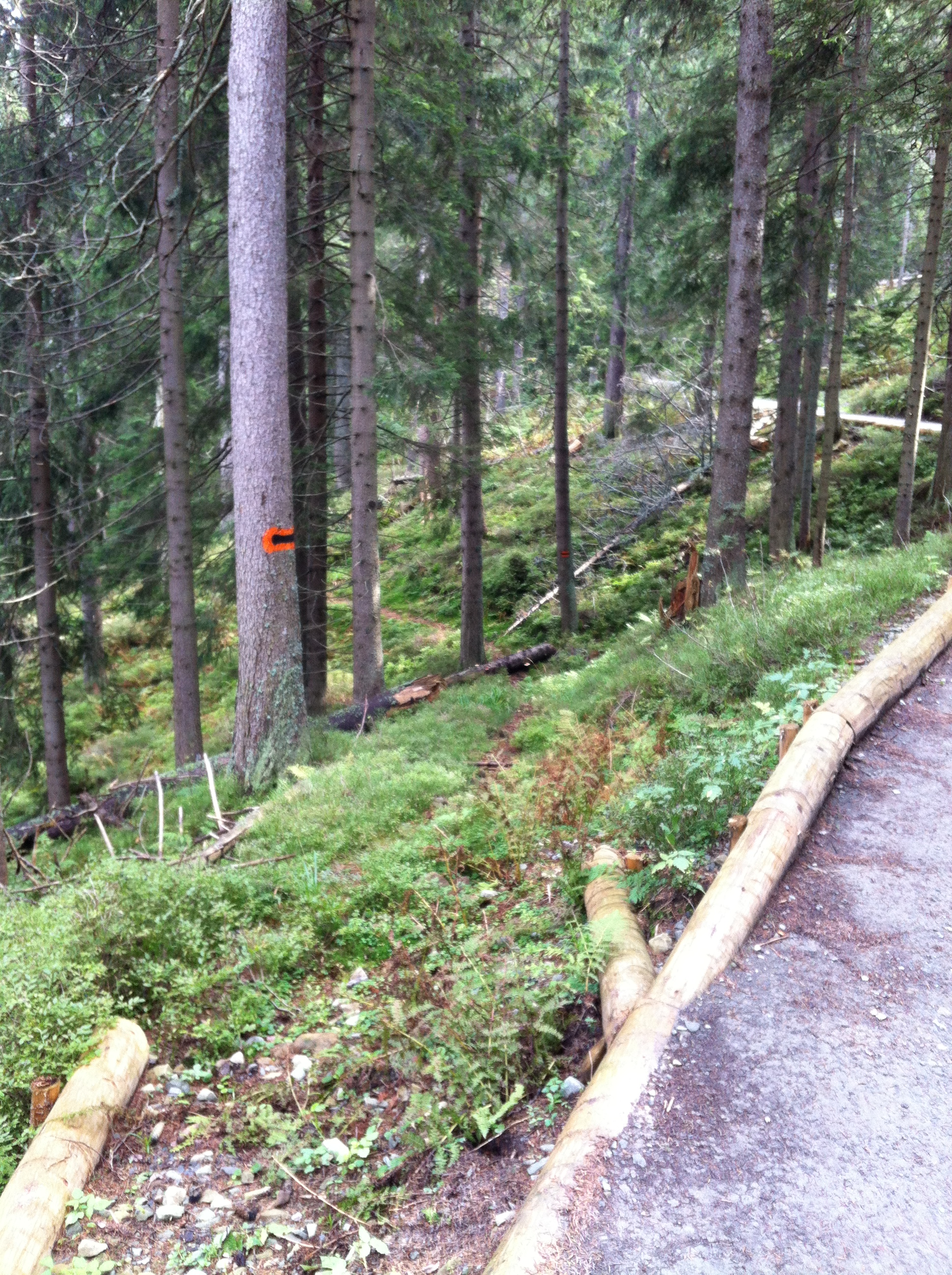
Skręt Partyzantów

Skręt Partyzantów – rozdroże szlaków turystycznych na Górnym Płaju w masywie Babiej Góry w Beskidzie Żywieckim. Nazwa pochodzi od partyzantów z okresu okupacji, którzy idąc Górnym Płajem schodzili z niego, aby podchodząc następnie pieszym szlakiem czarnym, bezpiecznie dostać się do schroniska na Markowych Szczawinach. Od Skrętu Partyzantów odbija czarny szlak narciarski do Zawoi Lajkonik. Jest także punktem orientacyjnym stosowanym w publikacjach turystycznych, dokumentach urzędowych oraz w publikacjach naukowych.
Znajduje się w Babiogórskim Parku Narodowym, w granicach wsi Zawoja w województwie małopolskim, w powiecie suskim, w gminie Zawoja.

## Szlaki turystyczne
(Górny Płaj): Przełęcz Krowiarki – Mokry Stawek – Szkolnikowe Rozstaje – Skręt Ratowników – schronisko PTTK na Markowych Szczawinach. Czas przejścia 2 h.
 (Akademicka Perć): Schronisko PTTK na Markowych Szczawinach – Skręt Ratowników – Diablak (szczyt Babiej Góry). Czas przejścia 1 h.
 (narciarski): Skręt Partyzantów – Sulowa Cyrhel – Rybna – Zawoja Lajkonik. Długość 3 km.